# Acer Aspire One
Acer Aspire One er en lille bærbar computer fra Acer. 

## Hardware konfigurationer
Acer Aspire One findes som udgangspunkt i 2 konfigurationer. En Linux-model og en model med Windows XP. Linux-modellen har 512 MB Ram og 8 GB SSD harddisk. Windows-modellen har 1024 MB Ram og 120 GB harddisk. Begge modeller har 8,9" skærm med en opløsning på 1024 x 600 samt kortlæser til 5 forskellige hukommelseskort. Begge modeller har også en Intel N270 Atom processor og indbygget webcam.

## Ekstern henvisning
- Aspire One hos Acer Arkiveret 21. maj 2009 hos  Wayback Machine